# جک فلین
جک فلین (انگلیسی: Jack Flynn؛ زادهٔ ۱۸۷۵) بازیکن فوتبال اهل بریتانیا است.
از باشگاه‌هایی که در آن بازی کرده‌است می‌توان به باشگاه فوتبال وستهام یونایتد، باشگاه فوتبال بریستول سیتی، باشگاه فوتبال والسال، و باشگاه فوتبال ردینگ اشاره کرد.